# FTTx
Fiber to the x (FTTx) je obecný pojem pro všechny druhy širokopásmové síťové architektury, která využívá optické vlákno, aby nahradila obvyklá metalická vedení, která se používají pro tzv. poslední míli telekomunikace (propojení mezi koncovým bodem sítě a účastníkem). Tento pojem vznikl jako zobecnění několika konfigurací nasazení (FTTN, FTTC, FTTB, FTTH...), kde všechny názvy začínají na FTT a rozlišují se dle posledního písmena.

## Definice

Schematické znázornění různých konfigurací FTTx

Telekomunikační průmysl rozlišuje několik odlišných konfigurací. V současnosti jsou široce užívané tyto termíny:
- FTTN – Fiber-to-the-node – vlákno je zakončeno ve skříni (uzlu), umístěné až několik kilometrů od objektu zákazníka, konečná přípojka je pak metalická
- FTTC – Fiber-to-the-cabinet nebo Fiber-to-the-curb – velmi podobné FTTN, ale přípojná skříň je blíže k prostorám uživatele; obvykle jde o vzdálenost do 300 metrů
- FTTB – Fiber-to-the-building nebo Fiber-to-the-basement – vlákno dosahuje hranice budovy, přípojná skříň je umístěna například v suterénu bytového domu; finální propojení s individuálními obytnými prostorami je provedeno alternativními způsoby
- FTTH – Fiber-to-the-home – vlákno dosahuje obvodu obytného prostoru, například v podobě přípojné skříně na vnější zdi domu nebo bytu
- FTTP – Fiber-to-the-premises – tento termín bývá použit v různých kontextech: jako širší termín, zahrnující FTTH a FTTB, nebo také pro situaci, kdy síť obsahuje jak obytné domy, tak malé firmy

## Fiber to the premises
Fiber to the premises („vlákno až k provozovně“) je forma komunikace, kde je optické vlákno vedeno od centrály až k areálu, obsazenému účastníkem. Termín „Fiber to the premises“ je často opisován zkratkou FTTP. Tento název se ovšem stal poněkud dvojznačným a může místo toho odkazovat na formu fiber-to-the-curb, kde vlákno ve skutečnosti nedosahuje areálu, ale končí například na stožáru.

### FTTH vs. FTTB
FTTP lze kategorizovat podle toho, kde končí optické vlákno:
- FTTH – Fiber-to-the-home je forma dodávky optické komunikace, kdy optická přípojka je zavedena vertikálně v celém domě stoupačkami do všech pater a na patrech se pak horizontálně připojují jednotlivé byty (buď hned při výstavbě nebo až na základě objednávky zákazníka na službu do bytu).

- FTTB – Fiber-to-the-building nebo Fiber-to-the-basement je forma dodávky optické komunikace, kdy je v technické místnosti daného domu umístěn rozvaděč s technologií ONU a vnitřní rozvody v domě jsou ve formě strukturované kabeláže (rozhraní Ethernet).

Příklad mezi FTTH a FTTB může poskytnout bytový dům. Pokud je vlákno vedeno do bytu každého uživatele, jedná se o FTTH. Pokud vlákno místo toho vede pouze do skříně ve společné místnosti v domě, jde o FTTB.
Z hlediska architektury lze síť rozdělit na:
- P2P – Point to point
- P2MP – Point to multi point

### Point to point
Nejjednodušší optická distribuční síť se nazývá P2P. V této architektuře vede každé vlákno z ústředny k přesně jednomu zákazníkovi. Takové sítě mohou poskytnout vynikající šířku pásma, protože každý zákazník má ke spojení s centrálou k dispozici své vlastní vlákno. Nicméně, tento přístup je o 10 % dražší kvůli množství materiálu a potřebnému technickému vybavení ústředny.

### Point to multi point
Obvyklejší situací je, že každé vlákno je po opuštění ústředny sdíleno mnoha zákazníky. Vlákna se dostanou poměrně blízko k zákazníkům do nadzemního kabinetu nebo podzemní spojky. Z toho místa pak dochází ke sdílení přívodního vlákna mezi více zákazníků. Existují dvě konkurenční optické distribuční síťové architektury, pomocí kterých může docházet ke sdílení přívodního vlákna: aktivní optické sítě (AON – Active Optical Network) a pasivní optické sítě (PON – Passive Optical Network):
- Aktivní sítě mají v rámci optické distribuční cesty alespoň jedno aktivní zařízení (např. router)
- Pasivní optické sítě naproti tomu využívají pouze pasivní optické prvky pro dělení signálu (splittery). Může se jednat i o více splitterů v kaskádě (vícestupňové dělení). Dělicí poměr v případě PON sítí může dle typu technologie a útlumu trasy dosahovat hodnot až 1:256. Kapacitu jednoho vlákna lze tedy sdílet až mezi 256 zákazníků.

## FTTx v Česku
V Česku jsou zatím optické sítě typu FTTx rozšířeny především ve větších městech v bytových domech a maximální rychlost se pohybuje do 1000 Mbit/s (1 Gbit/s). Mezi operátory provozující optické sítě se řadí například AC Vyškov, Alberon Letohrad s.r.o., a-net Liberec, AVONET, BrazdimNET, Cerberos, Coprosys, CORSAT, Dial Telecom, Dozimont, Eurosignal, Fiber Connections, Infos, InternetHned, Internext 2000, itself s.r.o., JON.CZ s.r.o., Magnalink, Metronet, Mirnet, Nej.cz, Netbox, PAMICO CZECH, s.r.o., Poda, Radynet, Spoje.net, Starnet, Sys-DataCom, Tetanet, United Networks SE, Vesnet, ZlínNet, další.
Provoz a výstavbu optické sítě v Česku zajišťuje od roku 2015 společnost CETIN, která momentálně spravuje 55 000 km optických kabelů. Nejprve byla optická síť budována formou výstavby FTTC (přibližování optiky ke koncovému zákazníkovi při ponechání posledních desítek nebo stovek metrů metalických). Od roku 2019 je prioritou masivní výstavba a modernizace optických sítí prostřednictvím FTTH (Fiber to the Home) a FTTB (Fiber to the Building), do které společnost investuje miliardy korun ročně.
Při výstavbě optické sítě spolupracuje CETIN se společností T-Mobile, kdy obě společnosti realizují část plánované výstavby optických přípojek společně. Vedle této spolupráce CETIN i nadále masivně investuje do vlastní výstavby optických přípojek a rozšiřuje tak například optickou síť také do řídce obydlené lokalit, kde stabilní a dostatečně rychlé připojení k internetu momentálně chybí. V současné době má optickou přípojku CETINu 135 tisíc domácností, přičemž cílem je do roku 2026 připojit optickou přípojkou FTTH jeden milion domácností.
Od března roku 2022 CETIN zpřístupní na svých optických přípojkách tři nové symetrické tarify: 250/250 Mb/s, 500/500 Mb/s a 1000/500 Mb/s, díky kterým dojde k výraznému navýšení rychlosti uploadu.